# Rupert Amschwand
Rupert Amschwand OSB (* 17. November 1916 in Kerns als Josef Amschwand; † 7. Februar 1997 in Sarnen) war ein Schweizer Historiker.

## Leben
Nach der Profess 1938, der Matura am Kollegium Sarnen 1940, dem Theologiestudium in Einsiedeln, der Priesterweihe 1944 in der Klosterkirche Einsiedeln und dem Studium (1948–1953) der Geschichte an der Universität Freiburg im Üe. (Dr. phil. 1955 mit einer Arbeit über Abt Adalbert Regli) war er Lehrer in Sarnen (1945–1948, 1953–1978). Als grosser Kenner von Bruder Klaus erarbeitete er den Ergänzungsband des Quellenwerks von Robert Durrer. Daneben betätigte er sich auch lokalhistorisch und war von 1977 bis 1986 Präsident des Historisch-Antiquarischen Vereins Obwalden.

## Schriften (Auswahl)
- Abt Adalbert Regli und die Aufhebung des Klosters Muri. Sarnen 1956, OCLC 715795871.
- Dr. Robert Durrer 1867–1934. Schöpfer des Quellenwerkes über Bruder Klaus. Gedenkrede, gehalten von Rupert Amschwand in der untern Ranftkapelle am 4. September 1967 anläßlich der 122. Jahresversammlung des Historischen Vereins der fünf Orte. Sarnen 1968 (WorldCat).
- Sachseln – Flüeli – Ranft. Führer durch die Heiligtümer. Sachseln 1982, OCLC 636115966.
- Geschichte des Klosters Muri-Gries-Sarnen. Muri 2004, OCLC 1284575439.